# 51 Pegasi b
51 Pegasi b, tên chính thức là Dimidium, là một hành tinh ngoài Hệ Mặt Trời cách Trái Đất khoảng 50 năm ánh sáng (15 parsec) trong chòm sao Phi Mã. Nó là ngoại hành tinh đầu tiên được phát hiện quay quanh một ngôi sao trong dãy chính mang tên 51 Pegasi có tính chất tương tự Mặt Trời, đồng thời đánh dấu một bước đột phá trong nghiên cứu thiên văn học. Nó là nguyên mẫu của một loại hành tinh được gọi là Sao Mộc nóng.
Năm 2017, các nhà khoa học phát hiện thấy dấu vết của nước trong bầu khí quyển của hành tinh này. Năm 2019, giải Nobel Vật lý được trao một phần cho việc phát hiện ra hành tinh 51 Pegasi b.

## Phát hiện

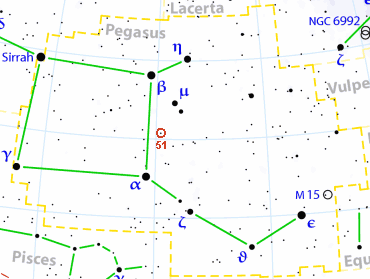
Vị trí của 51 Pegasi trong chòm sao Phi Mã

Việc phát hiện ra hành tinh ngoài Hệ Mặt Trời này được hai nhà thiên văn học Michel Mayor và Didier Queloz thuộc Đại học Genève công bố vào ngày 6 tháng 10 năm 1995 trên tạp chí Nature. Họ đã sử dụng phương pháp vận tốc xuyên tâm với máy quang phổ ELODIE trên kính thiên văn ở Đài quan sát Haute-Provence tại Pháp và đã gây chú ý trên toàn thế giới. Với khám phá này, họ đã được trao giải Nobel Vật lý năm 2019.
Hành tinh này được phát hiện bằng kính quang phổ nhạy, thứ có thể phát hiện những thay đổi vận tốc nhỏ và đều đặn khoảng 70 mét mỗi giây trong các vạch quang phổ của ngôi sao. Những thay đổi này được gây ra bởi hiệu ứng tương tác hấp dẫn của hành tinh cách ngôi sao chỉ 7 triệu km.
Trong vòng một tuần kể từ khi công bố, hành tinh này đã được xác nhận bởi một nhóm khác sử dụng Đài thiên văn Lick ở California.

## Tính chất vật lý

Poster quảng cáo "Exoplanet Travel Bureau" của NASA

Sau khi phát hiện ra hành tinh này, nhiều nhóm các nhà khoa học đã xác nhận sự tồn tại của nó và thu được nhiều quan sát hơn về các đặc tính của nó. Người ta phát hiện ra rằng hành tinh này quay quanh ngôi sao mẹ trong khoảng bốn ngày. Nó ở gần sao mẹ hơn nhiều so với Sao Thủy và Mặt Trời, di chuyển với tốc độ quỹ đạo 136 km/s (300.000 mph), nhưng có khối lượng tối thiểu bằng khoảng một nửa Sao Mộc (gấp khoảng 150 lần Trái Đất). Vào thời điểm đó, sự hiện diện của một hành tinh lớn ở quá gần ngôi sao của nó thì không hề tương thích với các lý thuyết về sự hình thành hành tinh và được coi là một điều bất thường. Tuy nhiên, kể từ đó, nhiều "Sao Mộc nóng" khác đã được phát hiện (chẳng hạn như 55 Cancri và τ Boötis), và các nhà thiên văn học đang xem xét lại lý thuyết của họ về sự hình thành hành tinh để giải thích cho những hành tinh này bằng cách nghiên cứu sự di chuyển quỹ đạo.
Giả sử hành tinh này hoàn toàn có màu xám, không có hiệu ứng nhà kính hay thủy triều nào và suất phản chiếu Bond là 0,1 thì nhiệt độ sẽ là 1.265 K (992 °C; 1.817 °F). Đây là khoảng nhiệt độ dự đoán của các hành tinh HD 189733 b và HD 209458 b (1.180 K (910 °C; 1.660 °F) – 1.392 K (1.119 °C; 2.046 °F)), trước khi chúng được đo.
Trong bản báo cáo về việc phát hiện hành tinh, ban đầu người ta suy đoán rằng 51 Pegasi b là lõi bị tước bỏ của một sao lùn nâu của một ngôi sao đang phân hủy và do đó được cấu tạo nên từ các nguyên tố nặng, nhưng giờ đây nó được cho là một hành tinh khí khổng lồ. Nó đủ lớn để bầu khí quyển dày đặc của nó không bị gió mặt trời của ngôi sao mẹ thổi bay.
51 Pegasi b có lẽ có bán kính lớn hơn Sao Mộc mặc dù khối lượng của nó thấp hơn. Điều này là do bầu khí quyển bị làm nóng quá mức của nó hẳn là bị phồng lên thành một lớp dày nhưng loãng bao quanh nó. Bên dưới lớp khí quyển này, các chất khí tạo nên hành tinh sẽ nóng đến mức hành tinh này sẽ phát sáng màu đỏ. Có thể tồn tại những đám mây silicat trong khí quyển.
Hành tinh này bị khóa thủy triều với ngôi sao của nó, luôn quay cùng một mặt về phía 51 Pegasi.

## Tuyên bố phát hiện trực tiếp ánh sáng khả kiến
Việc lần đầu tiên phát hiện trực tiếp thấy quang phổ nhìn thấy được phản xạ từ một ngoại hành tinh đã được thực hiện bởi một nhóm các nhà thiên văn học quốc tế trên hành tinh 51 Pegasi b. Các nhà thiên văn học đã nghiên cứu ánh sáng từ 51 Pegasi b bằng cách sử dụng thiết bị High Accuracy Radial velocity Planet Searcher (HARPS) tại Đài thiên văn La Silla thuộc Đài thiên văn Nam châu Âu ở Chile. Phát hiện này cho phép các nhà khoa học suy luận khối lượng của hành tinh này bằng 0,46 lần khối lượng Sao Mộc. Không thể tái tạo sự kiện phát hiện quang học trên vào năm 2020, ngụ ý rằng hành tinh này có suất phản chiếu dưới 0,15. Các phép đo vào năm 2021 đã phát hiện được một chút tín hiệu ánh sáng phản xạ phân cực, và mặc dù chúng không thể đặt ra các giới hạn cho suất phản chiếu mà không đưa ra giả định về cơ chế tán xạ nhưng có thể giúp gợi ý rằng nó có suất phản chiếu cao.

## Liên kể ngoài
- Jean Schneider (2011). “Notes for Planet 51 Peg b”. Extrasolar Planets Encyclopaedia. Truy cập ngày 3 tháng 10 năm 2011.
- “51 Pegasi”. SolStation. Lưu trữ bản gốc ngày 25 tháng 7 năm 2008. Truy cập ngày 3 tháng 7 năm 2008.
- “51 Peg”. Exoplanets. Bản gốc lưu trữ ngày 4 tháng 12 năm 2008. Truy cập ngày 1 tháng 11 năm 2008.
- “The First Extrasolar Planet around a Solar-type Star”. University of Geneva. Lưu trữ bản gốc ngày 9 tháng 6 năm 2008. Truy cập ngày 3 tháng 7 năm 2008.
- “The Planet Around 51 Peg”. Lick Observatory. Bản gốc lưu trữ ngày 27 tháng 7 năm 2008. Truy cập ngày 3 tháng 7 năm 2008.